# Charles-Albert Michalet
Pour les articles homonymes, voir Michalet.
Charles-Albert Michalet, né le 28 décembre 1938 à Dijon et mort le 21 novembre 2007 à Paris, est un économiste français, membre et cofondateur du Cercle des économistes.
Professeur émérite d'économie à l’Université Paris-Dauphine, il a entre autres travaillé plusieurs années sur les multinationales au sein de l'Organisation des Nations unies, puis au sein du Foreign Investment Advisory Service de la Banque mondiale. Il était spécialiste des multinationales et de la promotion des investissements directs. Il était consultant auprès d’organisations internationales, et, en France, membre d’un groupe de travail du Commissariat général du Plan.

### Ouvrages
- Le capitalisme mondial (PUF, 1998) [1ère éd. 1976]
- La séduction des nations Ou comment attirer les investissements (Économica, 1999)
- Impact des délocalisations de l’Union européenne vers MEDA (Anima/Afii, 2004)
- Questions sur l’économie politique de la mondialisation (collectif, Karthala, 2004)
- Qu'est-ce que la mondialisation ? (La Découverte, 2002)
- Mondialisation, la grande rupture (La Découverte, 2007)

### À Propos
- Wladimir Andreff (dir.), La mondialisation, stade suprême du capitalisme ? - Hommage à Charles-Albert Michalet, Presses universitaires de Paris Ouest, 2013, 394 p.